# Rugbi als Jocs Olímpics d'estiu de 1924
Als Jocs Olímpics de 1924 celebrats a la ciutat de París (França) es disputà una competició de rugbi a 15 en categoria masculina, sent l'última vegada que aquest esport formava part del programa oficial d'uns Jocs. Als Jocs del 2016 de Rio de Janeiro va reaparèixer el rugbi al programa olímpic, tot i que en la versió de rugbi a 7.
Les proves es disputaren entre el 4 i el 17 de maig de 1924 a l'Estadi de Bergeyre, Pershing i Colombes.

## Nacions participants
Participaren 54 jugadors de rugbi de 3 nacions diferents:
- Estats Units (19)
- França (19)
- Romania (16)

## Resum de medalles
| Prova         | Or | Argent | Bronze |
| Rugbi masculí | Estats UnitsPhilip Clark · Norman Cleaveland · Dudley DeGroot · Robert Devereux · George Dixon · Charles Doe · Linn Farrish · Edward Graff · Richard Hyland · Caesar Mannelli · John O'Neil · John Patrick · William Rogers · Rudolph Scholz · Colby Slater · Norman Slater · Edward Turkington · Alan Valentine · Alan WilliamsCharlie Austin · R. Brown · John Cashel · Hugh Cunningham · C. Grondona · Joseph Hunter · Charles Mehan · John Muldoon · William S. Muldoon · Charles Tilden | FrançaRené Araou · Jean Bayard · Louis Béguet · André Béhotéguy · Alexandre Bioussa · Étienne Bonnes · Adolphe Bousquet · Aimé Cassayet · Clément Dupont · Albert Dupouy · Jean Etcheberry · Henri Galau · Gilbert Gérintès · Raoul Got · Adolphe Jauréguy · René Lasserre · Marcel Lubin-Lebrère · Étienne Piquiral · Jean VaysseFernande Abraham · Marcel Besson · François Borde · Etienne Cayrol · François Clauzel · Ernest Frayssinet · Charles-Antoine Gonnet · Louis Lepatey · Camille Montade · Roger Piteu · Eugène Ribère | RomaniaDumitru Armăşel · Gheorghe Benţia · Teodor Florian · Ion Gîrleşteanu · Nicolae Mărăscu · Teodor Marian · Sorin Mihăilescu · Paul Nedelcovici · Iosif Nemeş · Eugen Sfetescu · Mircea Sfetescu · Soare Sterian · Atanasie Tănăsescu · Mihai Vardala · Paul Vidraşcu · Dumitru VolvoreanuNicolae Anastasiade · Ion Cociociaho · Constantin Cratunescu · Petre Ghiţulescu · Octav Luchide · Jean Henry Manu · Mircea Stroescu |

## Medaller
| Posició | País         | Or | Argent | Bronze | Total |
| 1       | Estats Units | 1  | 0      | 0      | 1     |
| 2       | França       | 0  | 1      | 0      | 1     |
| 3       | Romania      | 0  | 0      | 1      | 1     |

## Resultats
| 4 de maig  | França       | 59–3 | Romania      |
| 11 de maig | Estats Units | 39–0 | Romania      |
| 17 de maig | França       | 3–17 | Estats Units |